# MET-terápia

## A MET általános ismertetése
A MET módszer (Az angol Muscle Effect Therapy rövidítése) speciális érintésterápia, amely alternatív eljárásként használható többfajta lelki- és mozgásszervi probléma együttes kezelésére. Önmeghatározása (Bobby MacLaughlin, az alkotó alapján) szerint holisztikus, nonverbális pszichoterápia. A kezelés, vagy kezelés-sorozat gyengéd, de nagyon pontos, anatómiailag meghatározott helyeken végzett érintésekből áll, és a vázizomzaton keresztül fejti ki hatását.

## A MET hatásmechanizmusa
A MET és a hozzá hasonló módszerek abból a megfigyelésből indulnak ki, hogy a személyiség számára traumatikus eseményeknek nem csak pszichés következményei vannak, de jelentősen hatnak a vázizomzat rendszerére is. A MET felfogása szerint az emberi szervezet gyakran nem tesz különbséget fizikai- és lelki sérülés között. A test – egyfajta szűrőként – az átélt stressz következményeinek jelentős részét tudatosítás helyett az izomrendszerbe „száműzi” és ott tartósan tárolja. Ezáltal az izomstruktúrák és a psziché között – az esetek többségében nem tudatos – megfelelőség alakul ki: az izmok egyedi formában, jellemző testi képben konzerválják az átélt érzelmeket.
A MET szerint ezek az izomzatban tárolt információk feldolgozhatók és átalakíthatók. Azért alkalmaz finom érintéseket, hogy azok a figyelmet a fájdalmas, feszültséggel telített izmokhoz vezessék. A fájdalom csökkenésével vagy megszűnésével, az érzelmi információk is felszabadulhatnak és tudatosulhatnak – megteremtve a lehetőséget a tüneteket kiváltó okok megtalálására. Ez pedig beindíthatja a szervezet öngyógyító folyamait.

## A MET filozófiája
A nyugati kultúrában kialakult allopátiás orvoslásban, de az alternatív terápiás eljárások legnagyobb részében is a szakember kívülről keresi a hibát a rendszerben és próbál javítani olyan testi működésen, vagy akár gondolkodási mintán, amelyet a kezelő vagy a „beteg” károsnak ítél meg. A MET megközelítése más: „hisz” az emberi szervezet tökéletes működésében. A MET alkalmazó nem kívánja minősíteni a kialakult testi vagy lelki állapotot, sem azt, hogy annak létrejöttében és fenntartásában mi az egyén szerepe. Úgy gondolja, ha a kliens rendelkezik azzal az erővel amellyel létrehozta saját tüneteit, annak az erőnek a  megtapasztalásával és megértésével fel is számolhatja azt. A MET nem gyógymód, kiegészítő kezelés. 

## A MET kezelés
A MET előtt a kezelő vizuális állapotfelmérést végez. Ennek során kérdéseket tesz fel a kliensnek, melynek célja a testtudatosság érzékelése, ezért nem ad visszajelzést. A belső figyelem segíthet a kliensnek, hogy feltérképezze a fizikai test pillanatnyi állapotát, és érzéseit. Ez után következik maga a kezelés.
Ez bőrkontaktussal történik, azokon a területeken melyet a kliens megnevez. A kezelés alatt a kliens puha felületen fekszik. A MET kezelő fokozottan figyel a személyes érzelmi biztonságra, ezért a kezelés történhet úgy is, hogy a kliens minden ruháját magán tartja, és csak az éppen kezelt felületet teszi szabaddá. A kezelés során a meghatározott izmok széleit érinti a kezelő, az izmok eredésétől a tapadási pontokig. A kliens általában mély, relaxált állapotba kerül, gyakran elalszik.
A kezelést másodlagos állapotfelmérés követ. Ennek során a kezelő a klienssel együtt megfigyeli a változásokat, az ezzel kapcsolatos érzeteket. A kezelő javaslatokat fogalmazhat meg, hogy a kezelés hatása maximális legyen (például a forró vizes fürdés mellőzése, pihenés, figyelem az vízfogyasztásra) és felhívja a figyelmet, a lehetséges közvetlen hatásokra (például éhség, szomjúság, vagy akár heves érzelmi reakciók).
A kezelés körülbelül egy hét alatt fejti ki teljes hatását, szükség esetén ez után megismételhető, vagy más testterületen folytatható.

## A MET lehetséges alkalmazási területei
A MET alkalmazható minden sérülés, műtét rehabilitációja során. Oldja az életvezetéssel illetve munkával kapcsolatos stresszt, a fóbiákat.  Depresszív tünetek, félelmek esetén belső biztonságot nyújt és megszüntetheti a szorongást kiváltó okokat. A vázizom rendszerében fennálló fájdalmakat enyhíti, gerincferdülés, isiász, porckorongsérv esetén is. Professzionális képzés után alkalmazható a várandósság és szülés kísérésében, a zavaró tünetek enyhítésében, valamint segít a gyermekvárás örömteli megélésében is. A sportolók, színészek esetében a MET a test tudatos használata révén hatékonyabbá teszi a mozdulatokat, csökkenti a sérülés kockázatát.
A MET ugyanakkor nem tekinthető gyógymódnak, betegségek esetén nem helyettesíti az orvosi kezelést. 

## A MET kialakulása
A MET-et  Írországban fejlesztették ki az 1980-as években, de gyökerei a múlt század harmincas éveire nyúlnak vissza. Közvetlen előzménye a Deep Tissue terápia [link ha van], amelyet Al Drucker fejlesztett ki a Dr. Ida Rolf alkotta,  Rolfingnak vagy Bindegewebearbeitnek is nevezett terápiából.
A Met megalkotója Bobby MacLaughlin. Eredetileg mérnökként dolgozott, de életének egy krízisekkel teli szakaszán az alternatív terápiák felé fordult. Kezdetben reflexológiát, Esalen és Shiatsu masszázst tanult, majd 1977-től 1983-ig elsajátította a Rolfing módszert és praktizálni kezdett. Terápiás tapasztalatai alapján elhagyta az erőteljes testi kontaktusra alapuló, gyakran fájdalmas metodikát, és azt tapasztalta, hogy így a kezelés sokkal hatékonyabbá vált.
A MET alkalmazását a Bobby MacLaughlin által jóváhagyott konzulensek végezhetik. Magyarországon Tömör Elisabethet bízta meg az oktatással, az általa kiadott oklevelek a mértékadóak a kezelők képzettségéről. A www.metterapia.hu honlapon szerepelnek azok a konzulensek, akik megfelelnek a szakmai irányelveknek, valamint az etikai és továbbképzési követelményeknek is.  A speciális végzettséget igénylő kezelési metodikát (kismamák kezelése, hát kezelés) alkalmazók névsora is honlapon van feltüntetve és aktualizálva.